# Конвой № 1212 (червень 43)
Конвой № 1212 — японський конвой часів Другої світової війни, проведення якого відбувалось у червні 1943 року.
Місцем призначення конвою був Рабаул — головна база в архіпелазі Бісмарка, з якої японці провадили операції на Соломонових островах та сході Нової Гвінеї. Вихідним пунктом при цьому став атол Трук (нині Чуук) у східній частині Каролінських островів, де ще до війни була створена потужна база ВМФ, з якої до лютого 1944 року провадились операції у цілій низці архіпелагів.
До складу конвою № 1212 увійшли танкер «Нічієй-Мару» (Nichiei Maru, мав завдання передати паливо на флотський танкер «Наруто», що постійно базувався у Рабаулі, здійснюючи там бункеровку кораблів та суден) та ще одне судно. Ескорт забезпечували есмінець «Мікадзукі» та мисливець за підводними човнами CH-33.
22 червня 1943 року судна вийшли з Труку та попрямували на південь. У цей період на комунікаціях архіпелагу Бісмарка ще не діяла авіація, проте вони традиційно перебували під загрозою зі сторони підводних човнів США. Утім, проходження конвою № 1212 відбулося без інцидентів і 27 червня він прибув до Рабаула.